# 无尽沙加
《无尽沙加》（中国大陆又译作）是2002年由史克威尔（2003年改名为史克威尔艾尼克斯）为PlayStation 2开发并发行的角色扮演电子游戏。《无尽沙加》是《沙加》系列的第九款游戏，于2002年在日本发行，2003年在北美和欧洲发行；欧洲版本由雅达利发行。